# Little White Mountain
Der Little White Mountain ist ein 2169 m hoher Berg im zentralen Süden der kanadischen Provinz British Columbia, mit einer Schartenhöhe von 804 m. Die Höhe des Berges wird auch mit 2171 m angegeben. Er liegt in der Nähe der Stadt Kelowna, nahe dem Zentrum des Okanagan Valley, im Myra-Bellevue Provincial Park.
Der Little White Mountain ist ein wichtiges Ziel für Erholungsuchende im Inland der Provinz; es gibt Möglichkeiten zum Tiefschneefahren, Schneeschuh-Laufen und Schneemobil-Fahren. Die Website von BC Parks beschreibt ihn als „... eines der attraktivsten subalpinen Gebiete im Okanagan, der ein wichtiges Ziel für die Erholung im Hinterland darstellt. Die bewaldeten Südhänge bieten Möglichkeiten zum intensiven Wandern in der Nähe der Stadt.“ Fortgesetzt werden die Ausführungen mit Hinweisen auf „Tiefschneefahren und Schneemobil-Nutzung“. Die Schneemobile können die Route der Kettle Valley Railway und den Little White Mountain nutzen, wenn „die Schneehöhe Umweltschäden verhindert“.